# Calochortus argillosus
Calochortus argillosus là một loài thực vật có hoa trong họ Liliaceae. Loài này được (Hoover) Zebzll & Fielder miêu tả khoa học đầu tiên năm 1992.